# ヤミヤミ
「ヤミヤミ」は、日本の歌。2012年8月-9月に、NHKの音楽番組『みんなのうた』で放送された。作詞・作曲：ティカ・α、編曲：近藤研二、歌：やくしまるえつこ。
2012年9月26日に「ロンリープラネット」との両A面シングルとして発売された。

## 概要
「ヤミヤミ」は少年と「名付け得ぬもの」を主人公にした楽曲。番組での映像は秦俊子による立体アニメーションとなっている。
「ロンリープラネット」はギターを永井聖一（相対性理論）と小山田圭吾（Cornelius）が、ドラムとプログラミングをJimanicaが、プログラミングとパーカッションをzAkが担当している。
CD盤、CD+DVD盤の他にやくしまる本人の書き下ろしイラストによる切手とハガキ入りの「郵便盤」の3種類が発売された。

## 収録曲
| 全作詞・作曲: ティカ・α。 |                                        |           |            |               |       |
| #                         | タイトル                               | 作詞      | 作曲・編曲 | 編曲          | 時間  |
| 1.                        | 「ヤミヤミ」                           | ティカ・α | ティカ・α  | 近藤研二      | 4:00  |
| 2.                        | 「ロンリープラネット」                 | ティカ・α | ティカ・α  | Jimanica、zAk | 15:50 |
| 3.                        | 「ヤミヤミ」(off vocal ver.)           | ティカ・α | ティカ・α  | 近藤研二      | 4:00  |
| 4.                        | 「ロンリープラネット」(off vocal ver.) | ティカ・α | ティカ・α  | Jimanica、zAk | 15:50 |
| 5.                        | 「ヤミヤミ」(tv-size)                  | ティカ・α | ティカ・α  | 近藤研二      | 2:17  |
| 合計時間:                 | 合計時間:                              | 合計時間: | 41:58      |               |       |

### DVD
1. ヤミヤミ
2. ロンリープラネット（Post A）
3. ロンリープラネット（Post B）
4. ロンリープラネット（Post C）
5. ロンリープラネット（Post D）
6. ロンリープラネット（Post Office）
7. ヤミヤミ（NHK「みんなのうた」映像）

郵便盤には1～6の5.1ch サラウンド MIXがボーナストラックとして収録されている。